# HG Saarlouis
Die Handball Gemeinschaft Saarlouis, kurz HG Saarlouis, ist eine Handballspielgemeinschaft aus der saarländischen Stadt Saarlouis. Die HG Saarlouis wurde 1995 durch den Zusammenschluss der Handballabteilungen der Vereine SC Saargold Lisdorf und DJK Roden gegründet.
Die erste Männermannschaft der HG Saarlouis spielte bis zur Saison 2017/18 in der 2. Bundesliga.
Die Saison 2013/14 beendete die Mannschaft auf einem Abstiegsplatz, durch den Lizenzentzug vom HSV Hamburg verblieb die HG Saarlouis dennoch in der 2. Bundesliga.
| Saison  | Spielklasse                   | Platz |
| ------- | ----------------------------- | ----- |
| 2024/25 | 3. Liga Süd-West              | 4     |
| 2023/24 | 3. Liga Süd-West              | 4     |
| 2022/23 | 3. Liga Süd-West              | 7     |
| 2021/22 | 3. Liga F                     | 5     |
| 2020/21 | 3. Liga Mitte Saisonabbruch   | 1     |
| 2019/20 | 3. Liga Süd                   | 8     |
| 2018/19 | 3. Liga Süd                   | 7     |
| 2017/18 | 2. Handball-Bundesliga        | 20    |
| 2016/17 | 2. Handball-Bundesliga        | 15    |
| 2015/16 | 2. Handball-Bundesliga        | 18    |
| 2014/15 | 2. Handball-Bundesliga        | 17    |
| 2013/14 | 2. Handball-Bundesliga        | 17    |
| 2012/13 | 2. Handball-Bundesliga        | 12    |
| 2011/12 | 2. Handball-Bundesliga        | 13    |
| 2010/11 | 2. Handball-Bundesliga (Süd)  | 10    |
| 2009/10 | 2. Handball-Bundesliga (Süd)  | 12    |
| 2008/09 | Handball-Regionalliga Südwest | 01    |
| 2007/08 | Handball-Regionalliga Südwest | 02    |
| 2006/07 | Handball-Regionalliga Südwest | 03    |
| 2005/06 | Handball-Regionalliga Südwest | 09    |
| 2004/05 | Handball-Regionalliga Südwest | 13    |
| 2003/04 | Handball-Regionalliga Südwest | 10    |
| 2002/03 | Handball-Regionalliga Südwest | 11    |
| 2001/02 | Handball-Regionalliga Südwest | 12    |
| 2000/01 | Handball-Regionalliga Südwest | 11    |

Der Vorläuferverein SC Saargold Lisdorf spielte bereits von 1981 bis 1985 in der 2. Handball-Bundesliga.
In der Saison 2009/2010 spielen insgesamt 24 Mannschaften der HG Saarlouis: vier Männer- und zwei Frauenmannschaften sowie insgesamt 18 Jugendmannschaften. Die Spielgemeinschaft hat etwa 850 Mitglieder und der Zuschauerschnitt der ersten Männermannschaft lag in der Saison 2008/09 bei 1100 Zuschauern.